# 道の駅ほっとぱ〜く・浅科
道の駅ほっとぱ〜く・浅科（みちのえき ほっとぱ〜く・あさしな）は、長野県佐久市甲にある国道142号の道の駅である。

## 施設
- 駐車場
  - 普通車：35台
  - 大型車：7台
  - 身障者用：1台
- トイレ
  - 男：大 3器（2器）、小 7器（5器）
  - 女：7器（5器）
  - 身障者用：2器（1器）
- 郷土資料館
- 物産販売所
- 食堂「郷土料理提供館」（11:00 - 14:00）（夜間は予約営業）

## 休館日
- 無休（駅舎・物産販売所）
- 毎週火曜日（食堂「郷土料理提供館」）

## 運営者
| 期間     | 期間     | 運営者                                            |
| 開始     | 終了     | 運営者                                            |
| -------- | -------- | ------------------------------------------------- |
| 1998年度 | 2014年度 | 第3セクター（佐久市振興公社等）                   |
| 2015年度 | 2019年度 | 株式会社あさしな小泉                              |
| 2020年度 |          | 合同会社TEAM3939・株式会社あさしな小泉 連合事業体 |

## アクセス
- 国道142号 - 登録路線（国道254号重複）
  - 長野県道103号上原猿久保線

## 周辺
- 八幡宿
- 穂の香乃湯